# منتخب كوريا الجنوبية لهوكي الجليد للناشئين
منتخب كوريا الجنوبية لهوكي الجليد للناشئين هو ممثل كوريا الجنوبية الرسمي في المنافسات الدولية في هوكي الجليد للناشئين
.